# Naarderburen
Naarderburen (Fries: Narderbuorren of Naarderbuorren) is een buurtschap in de gemeente Leeuwarden, in de Nederlandse provincie Friesland. Naarderburen ligt ten zuiden van het dorp Warga, verspreid aan de weg Narderbuorren.
Naarderburen is op een brede verhoging ontstaan, ook wel een aangeduid als een terp. Aan de boerderijen net buiten het dorp is deze nog zichtbaar. In 1527 werd het vermeld als Hennaerderebwren, in 1543 in de Beneficiaalboeken van Friesland als Henarderabueren, rond 1700 als Narde Buieren, in 1852 als Nadebure en in 1853 als Naarderburen.
Tot 1984 hoorde het tot de gemeente Idaarderadeel en van 1984 tot 2014 tot de gemeente Boornsterhem.

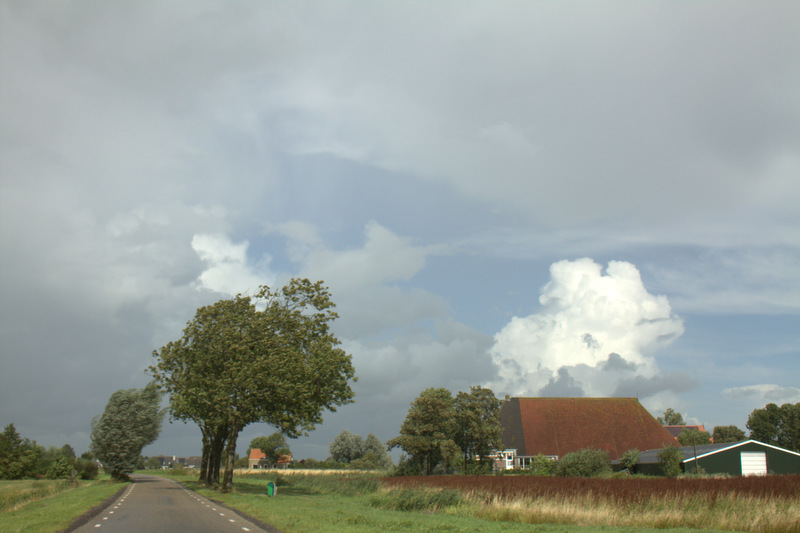
Naarderburen

Steden, dorpen en gehuchten: Aegum · Baard · Beers · Britsum · Cornjum · Finkum · Friens · Goutum · Grouw · Hempens · Hijlaard · Hijum · Huins · Idaard · Irnsum · Jellum · Jelsum · Jorwerd · Leeuwarden · Lekkum · Lions · Mantgum · Miedum · Oosterlittens · Oude Leije · Roordahuizum · Snakkerburen · Stiens · Swichum · Teerns · Warstiens · Wartena · Warga · Weidum · Wirdum · Wytgaard

Buurtschappen: Abbengawier · Angwier · Baardburen · Bartlehiem (deels) · Barrahuis · De Hem · Domwier · Fons · Groote Bontekoe · Gotum · Hezens · Horne · Hofland · Hoptille · Marwird · Midsburen · Naarderburen · Noordend · Oude Schouw (deels) · Poelhuizen · Rewerd (deels) · Schillaard · Schrins · Tichelwerk · Tjaard · Tjeintgum · Truurd · Tsienzerburen · Vensterburen · Vierhuis · Vrouwbuurtstermolen (deels) · Wammerd · Wiel · Wieuwens · Wilaard · Zuiderburen · Zuiderend

Voormalige buurtschappen: De Drie Romers · Hoek

Friesland: Steden en dorpen      Nederland: Provincies · Gemeenten